# Tetragonopterus gibbosus
Tetragonopterus gibbosus és una espècie de peix de la família dels caràcids i de l'ordre dels caraciformes.